# Wandankemiri
Wandankemiri is een bestuurslaag in het regentschap Grobogan van de provincie Midden-Java, Indonesië. Wandankemiri telt 1811 inwoners (volkstelling 2010).